# Giuseppe Massina
Giuseppe Massina (Como, 1901 – Gaser, 18 giugno 1937) è stato un militare italiano, medaglia d'oro al valor militare.

## Biografia
Giuseppe Massina nasce a Como nel 1901, ove si diploma ragioniere.
Chiamato alle armi nel 1920, presta servizio nell'Arma dei Carabinieri, ove sceglie di continuare la carriera militare. Nominato dapprima sottotenente in servizio permanente effettivo nel 1924, è successivamente promosso al grado di tenente nel 1927.
Alla fine dello stesso anno, Massina si dimette dal grado e dalle funzioni per tornare a Como e dedicarsi alla professione di ragioniere.
Nel 1935, nel contesto delle operazioni preliminari alla Guerra d'Etiopia, Massina chiede l'arruolamento volontario nella Milizia Volontaria per la Sicurezza Nazionale.  Egli viene così inquadrato, col grado di soldato semplice, nel 66º battaglione CC NN della Divisione “28 ottobre”, con il quale lascia l'Italia in settembre, alla volta dell'Africa Orientale.
Nel 1936, viene nuovamente nominato sottotenente di complemento mentre si trova a Saganèiti, e viene susseguentemente assegnato al battaglione alpino “Pieve di Teco” del  7º Reggimento Alpini.
Nel 1937, il battaglione “Pieve di Teco” viene rimpatriato, e il sottotenente Massina è così assegnato al II Battaglione Coloniale. Gli viene dunque affidato l'incarico di costituire una banda indigena irregolare, della quale assume poi il comando.
Il 18 giugno 1937, Massina al comando della sua banda, si lancia all'attacco di una ben munita posizione nemica nei pressi di Gaser. Conquistatala, la banda deve però sostenere il violento contrattacco abissino. Massina, già gravemente ferito ad un braccio, rifiuta le cure e persevera nel contrattacco finché, colpito una seconda volta al petto, muore al grido di “Savoia!”.
Lo stesso anno gli viene concessa la medaglia d'oro al valor militare alla memoria.

## Riconoscimenti
Como, la sua città natale, gli ha intitolato:
- una piazza, Piazza Medaglie d'Oro (il nome di Massina è riportato insieme agli altri decorati di medaglia d'oro comaschi).
- la scuola elementare di Monte Olimpino, frazione di Como ove Massina viveva.
- il gruppo rionale di Monte Olimpino dell'Associazione Nazionale Volontari di Guerra